# دير البخت

## التسمية
لا يعرف تحديدا ما معنى أسم البلدة، ولكن من لفظ دير وتواجد الأثار الرومانية والمسيحية، فيبدو أنها كانت ديرا مهما لأحد الرهبان وهذا ما ذكره أبن عساكر في كتابه تهذيب ابن عساكر (دير البخت على بعد فرسخين من دمشق كان يسمى دير ميخائيل. وكان مروان بن عبد الملك قد ارتبط عند ديرها بختا وهي جمال من الترك فغلب عليها، وهنالك رأي أخر يقول أن بختنصر هو أول من مر بالمكان في طريقه لحرب كنعان، فبنى قلعة سميت على اسمه بخت ثم تحول إلى دير زمن الإمبراطورية البيزنطية بحكم أن أهل المنطقة كان أغلبهم على الدين المسيحي.

## الموقع
تقع في الجهة الشمالية الغربية من محافظة درعا وفي الجهة الشمالية الغربية من سهل حوران، تبعد عن العاصمة دمشق 46 كم، وعن مركز المحافظة مدينة درعا 45 كم. وهي تتوسط الطريق القديم بين دمشق ودرعا، تتوسط مجموعة من القرى والبلدة فيحدها من الشمال غباغب، ومن الشرق موثبين وجباب، ومن الغرب دير العدس وكفر شمس، ومن الجنوب الصنمين، ويربط بين هذه البلدات طرق معبدة وأخرى ثانوية أو زراعية.

## تاريخدير البخت
دير البخت تعاقب عليها مختلف العصور سكنها الإنسان منذ الألف الثاني ما قبل الميلاد، كان يطلق على القرية اسم «تيماروس»، وبني فيها قلعة تعود للعهد البيزنطي.

## المناخ
مناخ دير البخت هو مناخ السهوب المحلية خلال العام، فتهطل الأمطار بندرة في دير البخت المناخ هنا مصنف كـBSk وفقًا لتصنيف مناخ كوبن - جيجر متوسط درجة الحرارة في دير البخت هو 17.0 درجة مئوية متوسط الهطول هنا هو 266 ملم.
أقل هطول للأمطار هو في يونيو/حزيران مع متوسط 0 ملم تهطل معظم الأمطار في يناير/كانون الثاني بمتوسط 66 mm

## الرسم البياني لدرجات الحرارة دير البخت
عند متوسط درجة حرارة 25.7 درجة مئوية، فإن أغسطس/آب هو أكثر الشهور سخونة خلال العام. في يناير/كانون الثاني، فإن متوسط درجة الحرارة هو 7.1 درجة مئوية وهو أدنى معدل لدرجة الحرارة خلال العام كله

## جدول المناخ دير البخت
|                               | January | February | March | April | May  | June | July | August | September | October | November | December |
| ----------------------------- | ------- | -------- | ----- | ----- | ---- | ---- | ---- | ------ | --------- | ------- | -------- | -------- |
| Avg. Temperature (°C)         | 7.1     | 8.4      | 11.6  | 15.4  | 20.3 | 23.6 | 25.2 | 25.7   | 22.9      | 19.7    | 14.1     | 9.5      |
| Min. Temperature (°C)         | 2.4     | 3.1      | 5.7   | 8.6   | 12.6 | 15.4 | 17.2 | 17.5   | 14.9      | 12.1    | 7.8      | 4.5      |
| Max. Temperature (°C)         | 11.8    | 13.8     | 17.6  | 22.2  | 28.1 | 31.9 | 33.3 | 33.9   | 31        | 27.3    | 20.4     | 14.5     |
| Avg. Temperature (°F)         | 44.8    | 47.1     | 52.9  | 59.7  | 68.5 | 74.5 | 77.4 | 78.3   | 73.2      | 67.5    | 57.4     | 49.1     |
| Min. Temperature (°F)         | 36.3    | 37.6     | 42.3  | 47.5  | 54.7 | 59.7 | 63.0 | 63.5   | 58.8      | 53.8    | 46.0     | 40.1     |
| Max. Temperature (°F)         | 53.2    | 56.8     | 63.7  | 72.0  | 82.6 | 89.4 | 91.9 | 93.0   | 87.8      | 81.1    | 68.7     | 58.1     |
| Precipitation / Rainfall (mm) | 66      | 49       | 35    | 13    | 7    | 0    | 0    | 0      | 0         | 8       | 30       | 58       |

بين أكثر الشهور جفافًا وأكثر الشهور الممطورة، فإن التفاوت في هطول الأمطار هو 66 ملم متوسط درجات الحرارة يتراوح خلال العام بـ 18.6 درجة مئوية

### المساحة والجغرافيا
تبلغ مساحة البلدة الإجمالية: 3850 هكتاراً.  يخترقها وادي «العرام» مضفياً عليها المزيد من الصفات التي يتمتع بها الريف، والتي جعلت منها منطقة للسياحة والسكن في الشتاء للتمتع بمناظرها

### عدد السكان
عدد سكانها حوالي 15.000 نسمة.

#### العمل في القرية
أغلب سكان القرية يعملون في حرفة الزراعة، وأهم المحاصيل الزراعية هي القمح والشعير والحمص والعدس، لكن في العقدين الأخيرين اتجه كثير من مزارعي القرية لزراعة شجر الزيتون وبعض الأشجار المثمرة، وذلك بسبب تناقص الأمطار مما أدى إلى تراجع المحاصيل البعلية.
كذلك يعمل بعض أبناء القرية في حرفة تربية المواشي وخاصة الأبقار والأغنام، ولا توجد أرقام رسميه بإعداد رؤوس الماشية.

### التعليم
يوجد بالقرية مدرس ابتدائية وإعدادية وثانوية، وبعض رياض الأطفال.    